# Macrohyliota spinicollis
Macrohyliota spinicollis là một loài bọ cánh cứng trong họ Silvanidae. Loài này được Gory năm Guérin miêu tả khoa học năm 1829.